# Pedro María Freites (khu tự quản)
Pedro María Freites là một khu tự quản thuộc bang Anzoátegui, Venezuela. Thủ phủ của khu tự quản Pedro María Freites đóng tại Cantaura. Khự tự quản Pedro María Freites có diện tích 7153 km2, dân số theo điều tra dân số ngày 21 tháng 10 năm 2001 là 59189 người.